# 1727년
1727년은 수요일로 시작하는 평년이다.

## 연호
- 청(淸) 옹정(雍正) 5년
- 일본(日本) 교호(享保) 12년
- 후 레 왕조(後黎朝) 바오타이(保泰) 8년

## 기년
- 류큐(琉球) 쇼케이왕(尚敬王) 15년
- 청(淸) 세종 옹정제(世宗 雍正帝) 5년
- 조선(朝鮮) 영조(英祖) 3년
- 후 레 왕조(後黎朝) 유종(裕宗) 23년

## 사건
- 6월 9일 -조지 2세, 영국 국왕으로 즉위.

## 탄생
- 1월 2일 - 영국 육군의 군인 제임스 울프. (~1759년)
- 5월 10일 - 프랑스의 정치가, 경제학자 안 로베르 자크 튀르고. (~1781년)

## 사망
- 3월 31일 - 영국의 물리학자이자 수학자 아이작 뉴턴. (1642년~)
- 6월 11일 - 영국의 국왕 조지 1세. (1660년~)